# Edison (New Jersey)
Edison è una città degli Stati Uniti d'America, nella contea di Middlesex, nello Stato del New Jersey.

## Storia
Costituita col nome di Raritan Township nel 1870, ha cambiato il suo nome in quello attuale a seguito di un referendum popolare nel 1954. Il nome fu scelto in onore del grande inventore Thomas Edison, che visse qui tra il 1876 e il 1886, anni nei quali, tra le altre cose, portò a termine il fonografo e la lampadina.